# Volo American Airlines 383 (1965)
Il volo American Airlines 383 era un volo passeggeri di linea nazionale dall'aeroporto LaGuardia, New York, all'aeroporto Internazionale di Cincinnati-Kentucky Settentrionale, Cincinnati, negli Stati Uniti d'America. L'8 novembre 1965, un Boeing 727-23 operante sulla rotta, con 57 passeggeri e 5 membri dell'equipaggio a bordo, si schiantò durante la fase di avvicinamento all'aeroporto di Cincinnati, nel Kentucky. Solo tre passeggeri e un assistente di volo sopravvissero al disastro.

## L'aereo
Il velivolo coinvolto era un Boeing 727-23, marche N1996, numero di serie 18901, numero di linea 153. Volò per la prima volta il 15 giugno 1965 e venne consegnato ad American Airlines. Al momento dell'incidente, l'aereo aveva solo cinque mesi e aveva accumulato 938 ore di volo.

## L'incidente
Il volo accumulò un ritardo di 20 minuti mentre attendeva al gate di New York. Alle 18:45 Eastern Standard Time, l'equipaggio contattò la sede della compagnia aerea tramite la radio ARINC riportando le 19:05 come orario previsto di arrivo a Cincinnati. Le condizioni meteo erano buone vicino all'aeroporto, tranne che per alcune nuvole temporalesche che si stavano sviluppando a nord-ovest dell'aeroporto attraverso la valle del fiume Ohio. Alle 18:57, il volo 383 venne autorizzato dal controllore per un avvicinamento a vista alla pista 18 di Cincinnati, che li avvisò delle precipitazioni appena ad ovest dell'aeroporto. L'aereo si avvicinò all'aeroporto da sud-est e virò verso nord per attraversare il fiume Ohio.
Alle 18:58, il controllore di avvicinamento trasferì il volo 383 sulla frequenza della torre di Cincinnati. Alle 18:59, il volo ricevette l'autorizzazione dal controllore della torre per atterrare sulla pista 18.
L'aereo passò attraverso nuvole spesse e un temporale dopo aver virato verso l'aeroporto da nord-ovest. Discese più rapidamente di quanto avrebbe dovuto, senza che nessuno dei due piloti se ne accorgesse. L'aeroporto si trova ad un'altitudine di 853 piedi (260 m) sopra il livello del mare e l'aeromobile era sceso ad appena 553 piedi (169 m) sopra il livello del campo di volo mentre era ancora circa 8 chilometri a nord-est dalla pista. Scese a soli 3 piedi rispetto all'altitudine dell'aeroporto mentre si trovava a circa 6 chilometri a nord di distanza. La sua altitudine corretta avrebbe dovuto essere appena inferiore a 1 000 piedi (300 m) in quel momento. Continuò a scendere nella valle del fiume Ohio mentre si dirigeva verso la costa meridionale. Quando effettuò l'ultima virata verso sud-est per allinearsi con la pista, si schiantò nelle pendici boscose della valle, 3 chilometri a nord dell'aeroporto in condizioni di scarsa visibilità, a un'altitudine di 225 piedi (69 m) al di sotto l'altitudine della pista. Quindi esplose e fu inghiottito dalle fiamme.
Delle 62 persone a bordo dell'aereo, solo quattro (un assistente di volo e tre passeggeri) sopravvissero. Uno di loro era Israel Horowitz, un produttore discografico statunitense.

## Le indagini
Il Civil Aeronautics Board (CAB) indagò sull'incidente. Gli investigatori del CAB determinarono che l'aereo funzionava normalmente ed era completamente sotto il controllo dei piloti fino al momento dello schianto. Il 727 a quei tempi non era equipaggiato con un registratore vocale della cabina di pilotaggio. Il registratore dei dati di volo mostrò l'aereo scendere di 150 metri negli ultimi 42 secondi prima dell'impatto, una normale velocità verticale per la fase di atterraggio. Il CAB stabilì che la probabile causa dell'incidente fu l'incapacità dei piloti di monitorare adeguatamente la loro altitudine durante un avvicinamento a vista in condizioni meteorologiche in peggioramento.
Altri fattori che contribuirono all'incidente furono:
- le luci delle case nella valle del fiume Ohio, situate a 120 metri sotto l'altezza dell'aeroporto, potrebbero aver fatto credere ai piloti che fossero le luci della pista;
- l'equipaggio potrebbe essere stato confuso riguardo alla vera altitudine, a causa di un'errata interpretazione dell'altimetro dell'aeromobile dopo essere sceso attraverso gli 0 piedi (rispetto all'altitudine dell'aeroporto), oppure potrebbero essere stati impegnati a controllare l'aereo in condizioni meteorologiche avverse e semplicemente non riuscirono a notare le letture sull'altimetro;
- una partenza tardiva da New York e il maltempo a Cincinnati potrebbero aver messo sotto pressione l'equipaggio;
- nonostante le condizioni meteorologiche in rapido deterioramento, l'equipaggio scelse comunque di effettuare un avvicinamento visivo alla pista.

## Conseguenze
La famiglia di Samuel Creasy, uno dei passeggeri morti a bordo del volo 383, fece causa all'American Airlines per morte ingiusta. American Airlines rispose presentando una denuncia verso terzi contro la Federal Aviation Administration e il Weather Bureau, nel tentativo di scaricare la responsabilità dell'incidente a meteorologi e controllori del traffico aereo per non aver avvertito i piloti delle condizioni meteorologiche avverse e per non aver fermato il loro avvicinamento visivo. American Airlines affermò anche che l'incidente fu causato da un downdraft piuttosto che da un errore del pilota. Una giuria ritenne la compagnia aerea responsabile dell'incidente e assegnò alla famiglia di Creasy un risarcimento di 175.000 USD oltre a quanto speso per le spese funebri, una decisione che venne confermata in appello alla Corte d'Appello del Quinto Circuito.
Due anni dopo l'incidente del volo 383, il volo TWA 128 si schiantò sulla stessa collina mentre si avvicinava a Cincinnati in condizioni di scarsa visibilità.
Il 13 dicembre 2017 morì Toni Ketchell, il membro dell'equipaggio sopravvissuto.